# George Sugarman

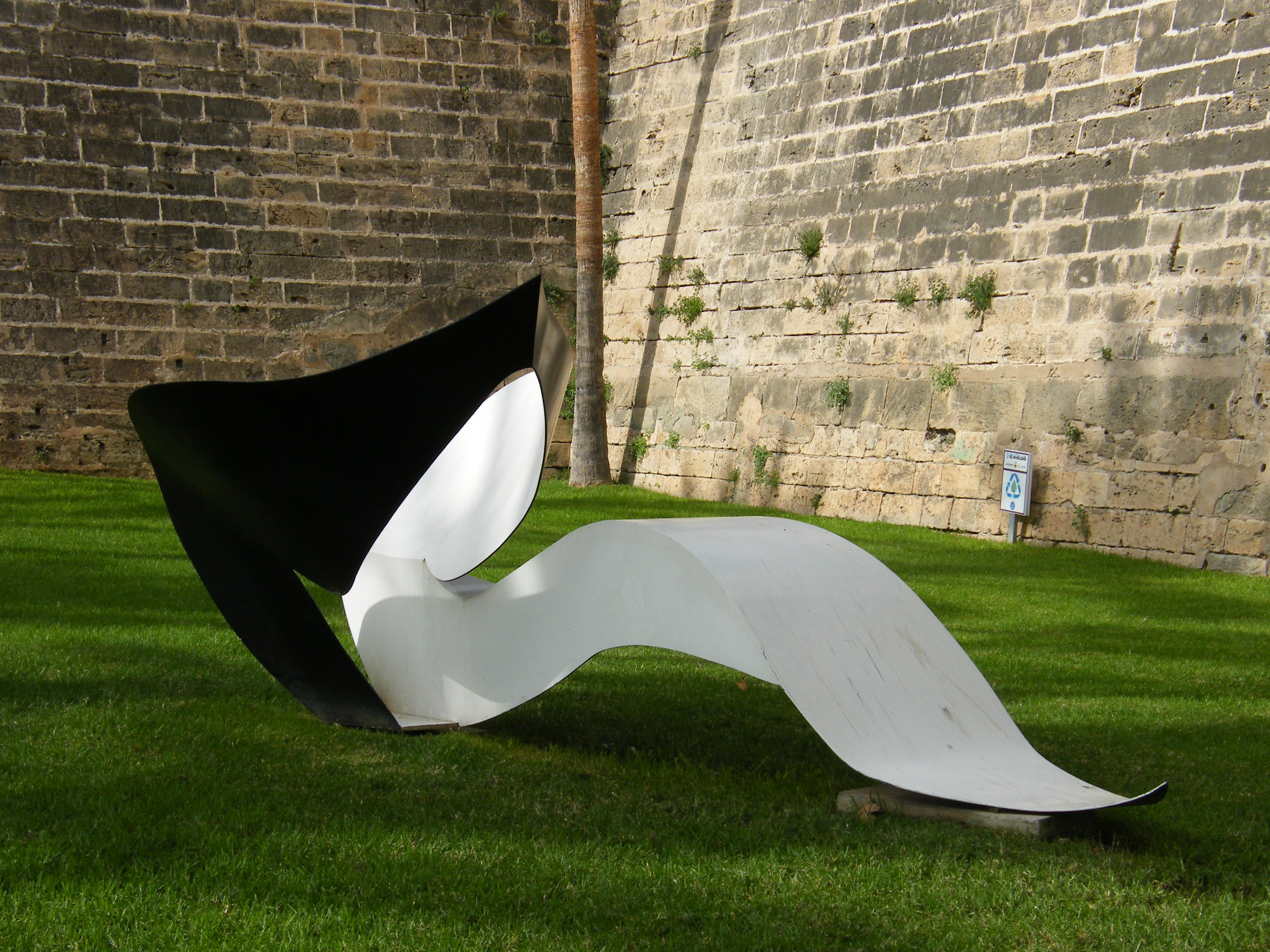
Negro y Blanco Horizontal (1993/99)

George Sugarman (New York, 1912 – aldaar, 25 augustus 1999) was een Amerikaanse schilder, beeldhouwer en graficus.

## Leven en werk
Sugarman werd in 1912 geboren in de New Yorkse wijk The Bronx. Hij studeerde tot 1934 aan het City College of New York. Van 1941 tot 1945 diende hij bij de Amerikaanse marine in de Pacific. Na de Tweede Wereldoorlog studeerde hij van 1951 tot 1952 met een G.I. Bill of Rights-beurs in het atelier van Ossip Zadkine in Parijs. Aansluitend reisde hij enkele jaren door Spanje en Italië. In 1955 keerde hij terug naar de Verenigde Staten, waar hij zich als kunstenaar vestigde en enkele jaren les in houtbewerking gaf aan een particuliere school in New York. Zijn eerste sculpturen maakte hij van laminaat. In 1957 kreeg hij zijn eerste expositie bij de Brata Gallery en hij sloot zich met onder anderen Dorothy Dehner aan bij de New Sculpture Group (New York, 1957-1962). In 1961 won hij de tweede prijs van de Carnegie International Exhibition of Contemporary Painting and Sculpture (de eerste prijs was voor Alberto Giacometti en de derde prijs voor David Smith). De metalen werken van Sugarman zijn vaak bont beschilderd en slaan een brug tussen zijn ambities als schilder en beeldhouwer.
De kunstenaar overleed in 1999 in een ziekenhuis in Manhattan. Na zijn dood werd door zijn familie de George Sugarman Foundation gesticht. Van 2001 tot 2008 werden jaarlijks beurzen verstrekt aan jonge veelbelovende schilders en beeldhouwers. In 2008 werd de artistieke nalatenschap van Sugarman overgedragen aan de Purdue University North Central (PNC) in Westville (Indiana).
Het werk van Sugarman bevindt zich in de collectie van onder andere het Museum of Modern Art, het Whitney Museum of American Art en het Metropolitan Museum of Art in New York, alsmede in het Art Institute of Chicago in Chicago, het Walker Art Center in Minneapolis, in enkele beeldenparken en in de openbare ruimte van vele steden in de Verenigde Staten.

## Werken (selectie)
- Six Forms in Pine (1959), Carnegie Museum of Art in Pittsburgh (Pennsylvania)
- Three Forms on a Pole (1962), Harvard University Art Museums
- Two Fold (1968), Whitney Museum of American Art in New York
- St. Paul Sculptural Complex (1971)[2], 5th Street/Minnesota Street in Saint Paul (Minnesota)
- Boundaries (1978), Austin Museum of Art in Austin (Texas)
- Orange Around (1978), The Marion Koogler McNay Art Museum in San Antonio (Texas)
- Cincinnati Story (1982)[3], Pyramid Hill Sculpture Park in Hamilton (Ohio)
- Doubles (1984), beeldenpark Grounds for Sculpture in Hamilton (New Jersey)
- Trio, Empire State Plaza in Albany (New York)
- Allegheny Landing (1984), Carnegie Museum of Art in Pittsburgh
- Ariel (1984), University of Miami in Florida
- Five Points (1991), Universiteit van Californië (UCLA)
- Negro y Blanco Horizontal (1993/99) in Palma de Mallorca
- Yellow Ascending[4], Peter Kiewit Foundation Sculpture Garden van het Joslyn Art Museum in Omaha (Nebraska)